# Omri Nitzan
Pour les articles homonymes, voir Nitzan.
Omri Nitzan, né à Tel Aviv (Israël) en 1950 et mort dans cette ville le 24 juillet 2021, est un metteur en scène israélien.

## Biographie
Omri Nitzan est le directeur artistique des théâtres Habima et Cameri. Il dirige le Festival d'Israël (en) et met en scène de nombreuses pièces.
Il meurt en 2021 d'un cancer, à l'âge de 71 ans.

## Mises en scène (liste partielle)
- 2001 : Comme il vous plaira de Shakespeare  — au théâtre Cameri.
- 2006 : La Puce à l'oreille de Georges Feydeau
- 2011 : Cabaret, comédie musicale de Joe Masteroff

## Récompenses et distinctions
- Israel Theater Prize (he)
- Prix Rosenblum pour le spectacle vivant (he)